# Lõu
Lõu (Duits: Leo) is een plaats in de Estlandse gemeente Saaremaa, provincie Saaremaa. De plaats heeft de status van dorp (Estisch: küla) en heeft 6 inwoners (2021). De naam van de plaats wordt ook wel geschreven als Lõo.
Tot in oktober 2017 hoorde Lõu bij de gemeente Salme. In die maand ging Salme op in de fusiegemeente Saaremaa.
Lõu ligt aan de westkust van het schiereiland Sõrve, dat deel uitmaakt van het eiland Saaremaa. Ten noorden van de plaats ligt het natuurpark Kaugatoma-Lõo maastikukaitseala, waar de vegetatie op een kalkstenen bodem te zien is.

## Geschiedenis
Lõu werd voor het eerst genoemd in 1798 als landgoed. Sommige onderzoekers menen dat de geschiedenis van het landgoed teruggaat tot in 1473.
Dwars over het schiereiland Sõrve, dat hier maar ca. 3 km breed is, liggen de restanten van een tankversperring, de Lõpe-Kaimri tankitõrjeliin. De versperring loopt van Lõu naar Kaimri aan de oostkust en is in 1941 aangelegd door het Rode Leger met behulp van dwangarbeiders om de opmars van de Duitsers te vertragen. In 1944 gebruikten de Duitsers dezelfde tankversperring om de opmars van het Rode Leger te vertragen. Met enig succes, want het Rode Leger viel Saaremaa binnen op 5 oktober 1944 en Sõrve werd pas op 23 november 1944 als laatste deel van Estland door de Duitsers ontruimd.

## Foto's

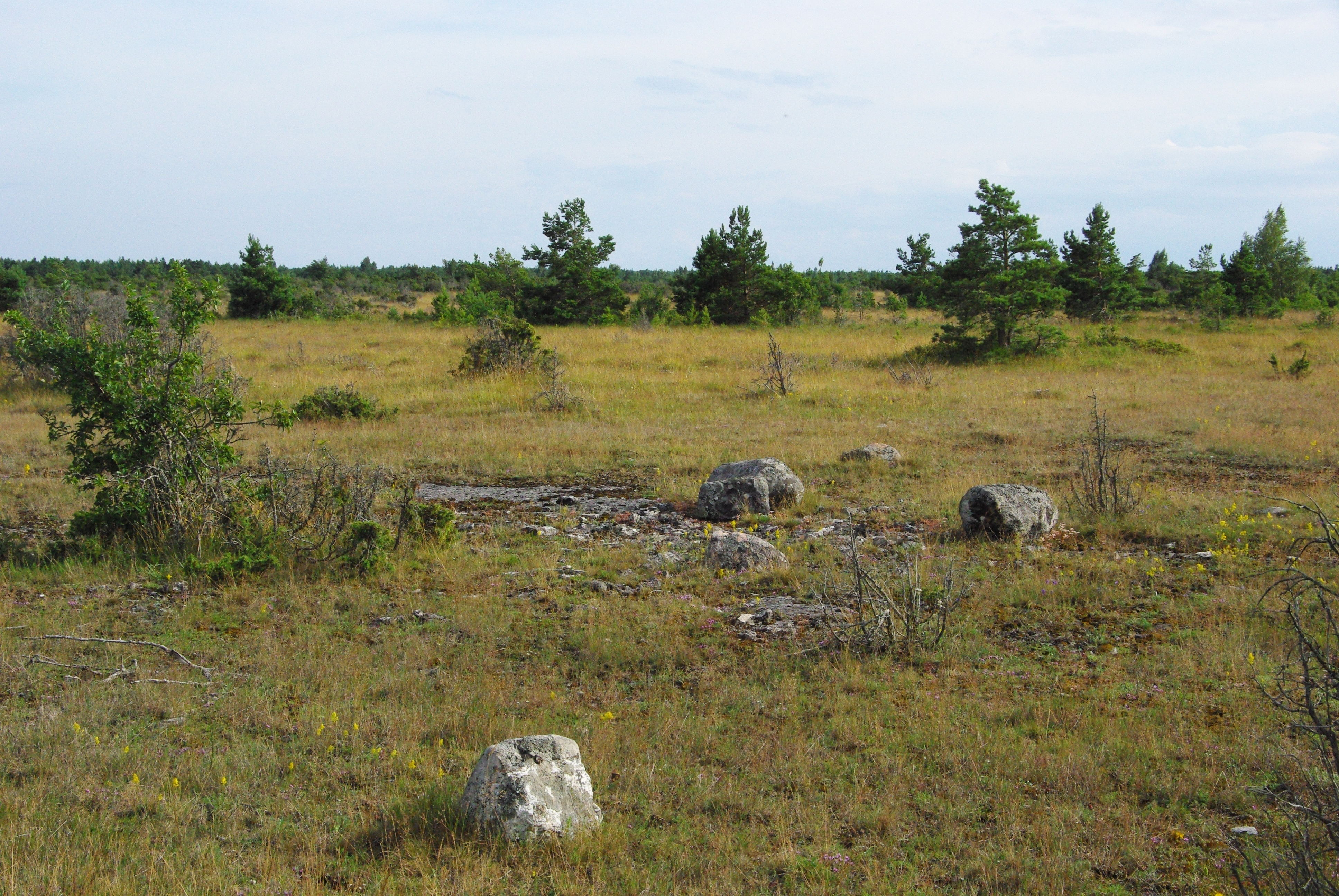
Het landschap in het natuurpark bij Lõu
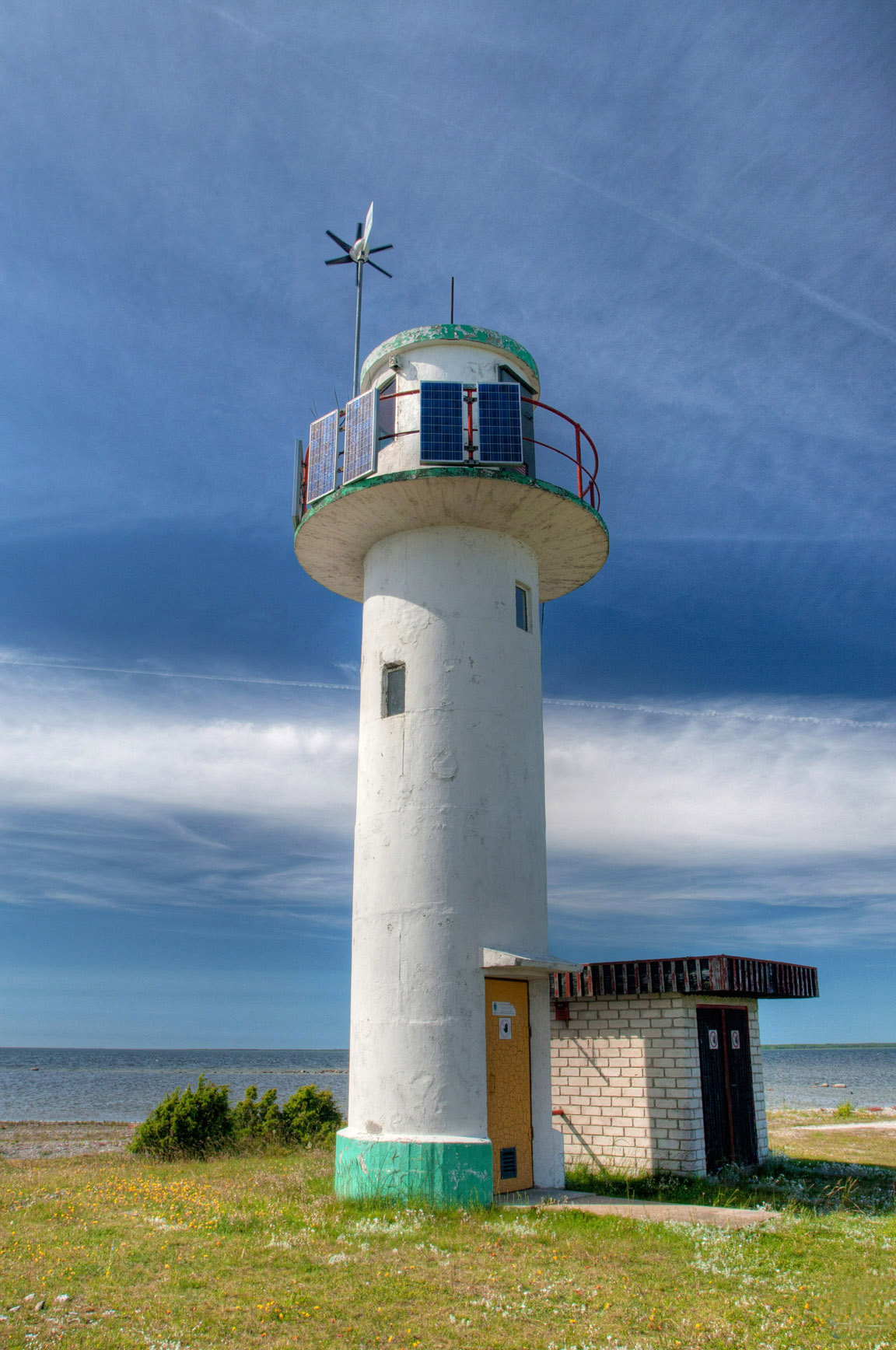
Lichtbaken aan de kust bij Lõu
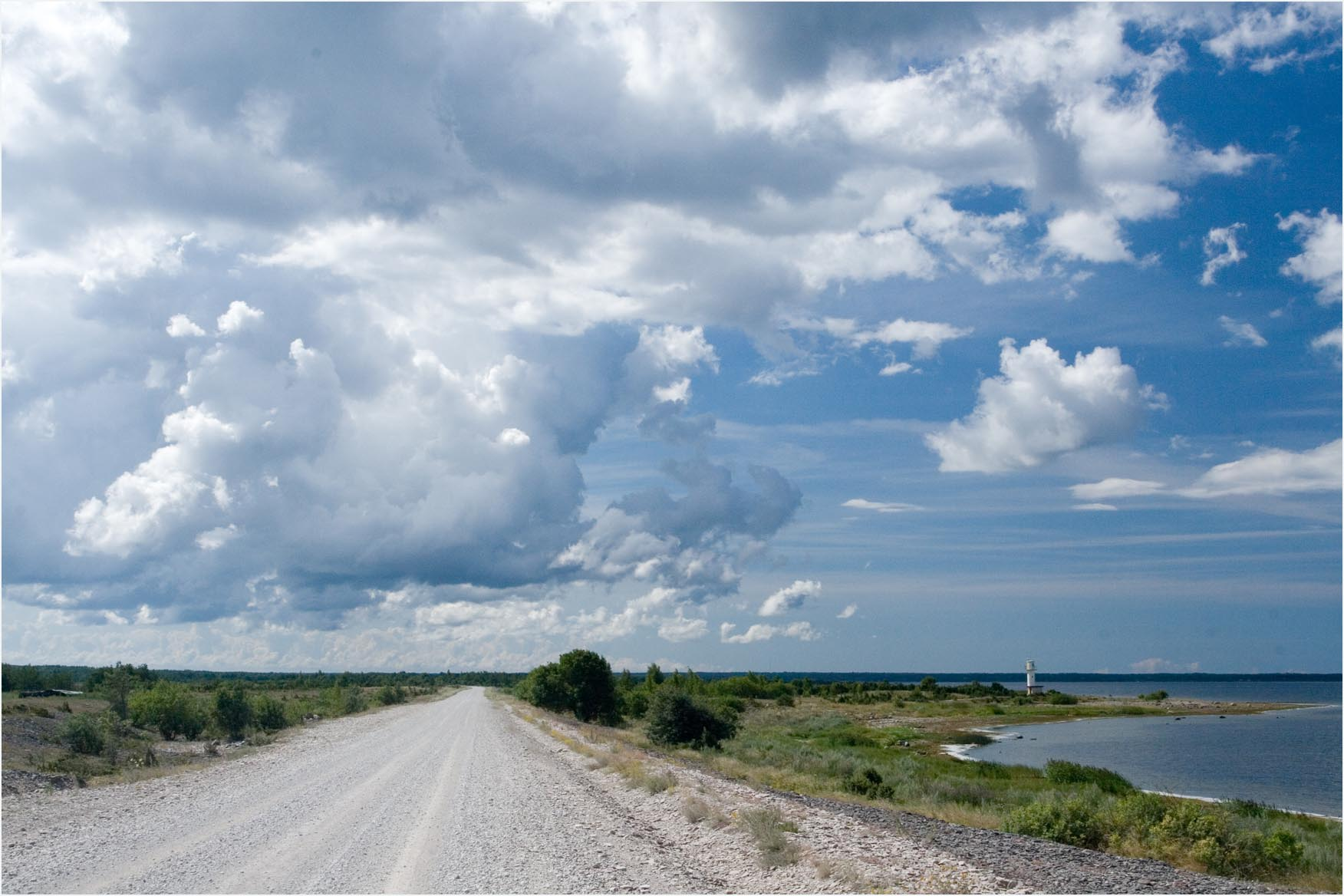
Het lichtbaken van Lõu in het landschap
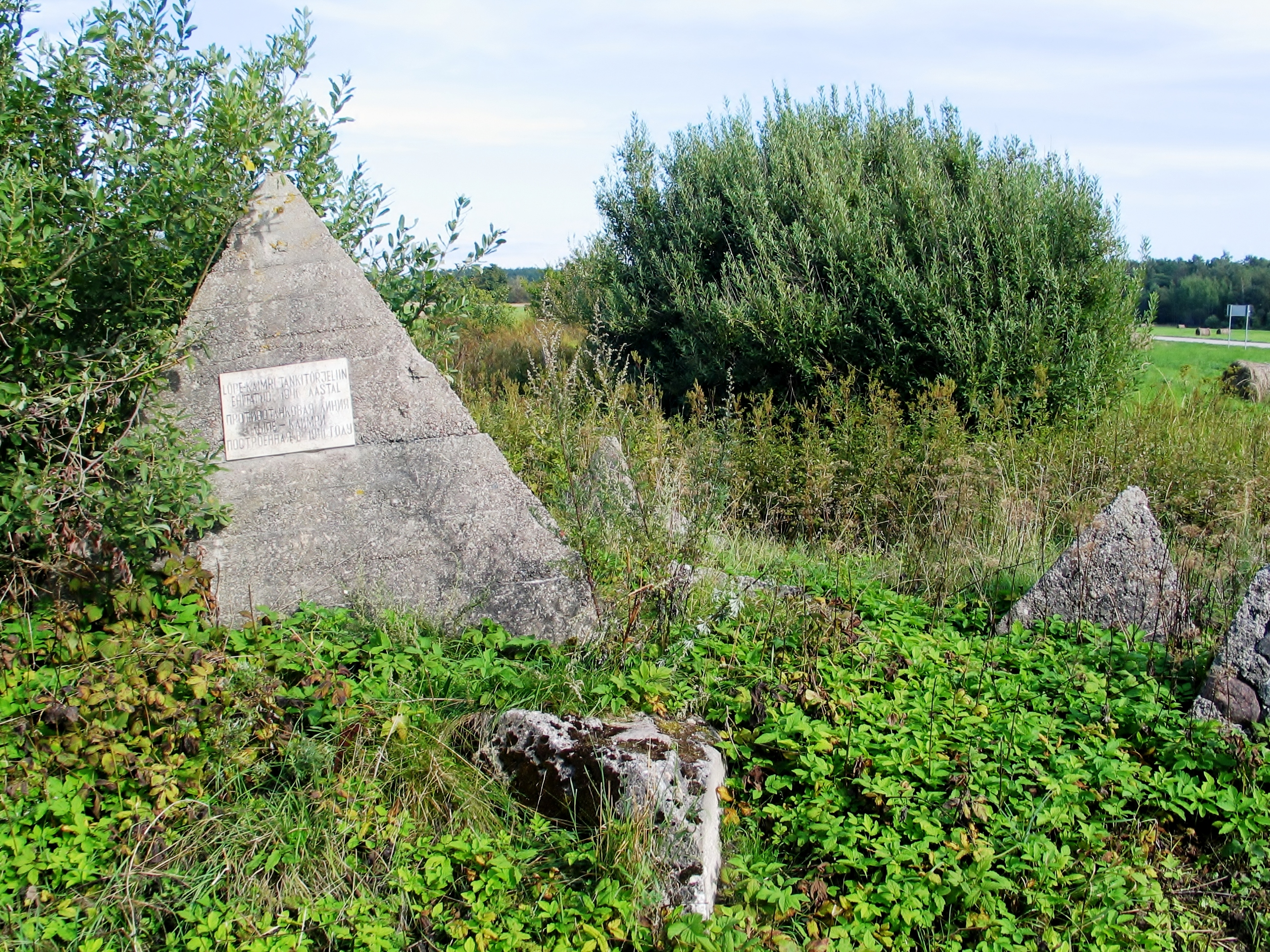
Resten van de tankversperring, met gedenkplaat